# West Thurrock
West Thurrock est une ville et une ancienne paroisse civile de l'Essex, en Angleterre.

## Histoire
West Thurrock est une ancienne paroisse civile. De 1894 à 1929 elle appartient au district rural d'Orsett, avant d'appartenir au district urbain de Purfleet jusqu'en 1936, où West Thurrock ne devient plus une paroisse et forme le district urbain de Thurrock.

## Démographie
En 1931 est recensé 5 153 habitants.